# Věra Bílá
Věra Bílá (* 22. Mai 1954 in Rokycany; † 12. März 2019 in Pilsen) war eine tschechische Sängerin vom Volk der Roma.

## Leben
Věra Bílá wurde als eines von sechs Kindern des bekannten Sängers Karol Giňa geboren. Die Familie wuchs in ärmlichen Verhältnissen auf. Schon sehr früh lernte sie die Lieder ihres Volkes von ihrer Mutter. Im Alter von sieben Jahren hatte Věra ihre ersten Auftritte, zumeist in ihrem Dorf, oder in den umliegenden Gemeinden.
Věra Bílá gehörte mit Iva Bittová und Ida Kellarová zu den bekanntesten Romni-Sängerinnen der Tschechischen Republik, zudem konnte sie auch Cymbal, Klavier sowie Gitarre spielen. Die musikalische Begleitung überließ sie jedoch meist ihrer Band Kale, sie selbst beschränkte sich auf das Singen. Im Mai 1999 tourte sie zum ersten Mal mit ihrer Band in den USA, danach folgte im August ein Konzert im Hollywood Bowl von Los Angeles.
Věra Bílá lebte zuletzt in ihrer Heimatstadt Rokycany in einfachen Verhältnissen. Nach langer schwerer Krankheit hatte sie nur noch selten öffentliche Auftritte. 2011 musste Věra Bílá ihr Haus aufgrund hoher Schulden verlassen und in ein Viertel für Obdachlose umziehen. Im Januar 2013 wurde ihr Adoptivsohn tot aufgefunden. Kurz danach starb auch ihr Ehemann im Alter von 59 Jahren.

## Besetzung der Band Kale
- Věra Bílá: Gesang
- Jan Duzda: Gitarre, Gesang
- Desiderius Duzda: Gitarre, Gesang
- Emil Pupa Miko: Bass
- Dezider Siska Lucka: Tamburin

## Diskografie
- Věra Bílá & Kale - C'est comme ca
- Věra Bílá - Queen Of Romany
- Věra Bílá & Kale - Rovava, Last Call Records, 2001
- Věra Bílá & Kale - Kale Kalore
- Věra Bílá & Kale - Rom-Pop (produced by Zuzana Navarová)